# Mendoncia clavulus
Mendoncia clavulus är en akantusväxtart som beskrevs av Wassh.. Mendoncia clavulus ingår i släktet Mendoncia och familjen akantusväxter. Inga underarter finns listade i Catalogue of Life.